# Gabriel Iglesias
Gabriel Jesus Iglesias, dit Fluffy, est un humoriste et acteur américain né le 15 juin 1976 à San Diego en Californie.

## Filmographie

### Acteur

#### Cinéma
- 2003 : El Matador : Gabe
- 2004 : Días de Santiago : Coquero
- 2006 : The Surfer King : Aokee
- 2012 : Magic Mike : Tobias
- 2013 : Planes : Ned et Zed
- 2014 : Opération Casse-noisette : Jimmy
- 2014 : A Haunted House 2 : Miguel
- 2014 : La Légende de Manolo : Pepe Rodriguez
- 2015 : Magic Mike XXL : Tobias
- 2016 : Norm : Stan et Pablo
- 2016 : Americano : Garcia
- 2017 : Les Schtroumpfs et le Village perdu : le Schtroumpf farceur
- 2017 : Opération Casse-noisette 2 : Jimmy
- 2017 : Blazing Samurai : Chuck
- 2017 : Coco
- 2017 : L'Étoile de Noël : Rufus le chien
- 2017 : Ferdinand : Cuatro
- 2018 : Show Dogs : Sprinkles
- 2019 : UglyDolls : Babo

#### Télévision
- 1993 : Lleno, por favor (1 épisode)
- 1999 : VS. (1 épisode)
- 2000 : All That : plusieurs personnages (3 épisodes)
- 2002 : Ma famille d'abord : Chef Nabu (1 épisode)
- 2007 : Les Griffin : un mexicain (1 épisode)
- 2007-2008 : Kuzco, un empereur à l'école : voix additionnelles (4 épisodes)
- 2008 : Los Barriga
- 2011 : =3 (1 épisode)
- 2012 : The High Fructose Adventures of Annoying Orange : M. Cash & Smash, Crazy Klaus et M. Juicy Fun (3 épisodes)
- 2012-2014 : Hey It's Fluffy! (5 épisodes)
- 2014 : Annoying Orange: Movie Fruitacular : Crazy Klaus
- 2014-2015 : Cristela : Alberto (13 épisodes)
- 2016 : L'Âge de glace : La Grande Chasse aux œufs : Cholly
- 2017 : Narcos : un gangster dominicain (saison 3, épisode 2, gangster)
- 2019 : Modern Family : Jorge de la Selva
- 2019 : Mr. Iglesias : lui-même

### Scénariste
- 1993 : Lleno, por favor (1 épisode)
- 2003 : Comedy Central Presents (1 épisode)
- 2008 : Loco Comedy Jam Volume 1
- 2011-2012 : Gabriel Iglesias Presents Stand-Up Revolution (5 épisodes)
- 2016 : The Fluffy Shop